# Клео Мур
Клеуна Мур (англ. Cleo Moore, 31 жовтня 1924   або 1929 — 25 жовтня 1973) — американська акторка, яка зазвичай знімалася в ролі блондинки-секс-бомби в голлівудських фільмах 1950-х, включаючи сім фільмів з Г'юго Гаасом. Вона також стала відомою пін-ап дівчиною.

## Раннє життя
Клеуна Мур народилася або в 1924   або в 1929 році в Галвезі, штат Луїзіана  і виросла в сусідньому Гонсалесі. Її батько тримав продуктовий магазин. Вона здобула освіту в державній школі Гонсалеса і пройшла курс секретарства в Комерційному коледжі Папи в Батон-Ружі.
Клео вийшла заміж за Палмера Лонга, молодшого сина Г’юї Лонга, колишнього губернатора Луїзіани, якого було вбито, коли він був сенатором від Луїзіани, але шлюб розпався за шість тижнів. У 1945 Клео переїхала з сім’єю до Каліфорнії, вирішивши зніматися в кіно.
Мур була названа Міс Ван Найс у 1947  -1948 роках. 

## Кар'єра
Клео Мур дебютувала в кіно в 1948 у фільмі "Embraceable You" ("Обіймаю тебе").  Вона також зіграла головну роль в серіалі "Конго Білл" і недовго працювала на Warner Brothers у 1950. З 1950 по 1952 вона працювала на RKO Radio Pictures, знявшись в таких фільмах, як "Hunt the Man Down" і "Gambling House".
У 1952 Клео підписала контракт з Columbia Pictures. Студія мала плани зробити Мур наступною кінозіркою, сподіваючись, що вона принесе "Columbia" успіх, якого досяг 20th Century-Fox з Мерілін Монро. Щоб конкурувати з Монро, Мур довелося знебарвити волосся в платиновий блонд. "Columbia" назвала її «The Next Big Thing» і «The Blonde Rita Hayworth». Вперше Клео привернула увагу роллю у нуар-фільмі Ніколаса Рея «На небезпечній землі» у 1952.
Мур почала зніматися в кіно в 1952. У 1953 вона знялася в одному із своїх найбільш пам’ятних фільмів «Сповідь однієї дівчини» разом із Г’юго Гаасом, який був режисером і знявся з нею в кількох інших фільмах. Вона знялася у фільмах «Дружина твого сусіда» (1953) та « Приманка» (1954), обидва знятих режисером Гаасом, в останньому знявся Джон Агар.
У 1954 вона зіграла головну роль у фільмі «Інша жінка», де б’є свого режисера, щоб помститися, коли той відхиляє її пропозицію знятися в його картині. Протягом 1954 кар'єра Мура почала згасати в очах "Колумбії". Студія підписала контракт з новачком Кім Новак і почала формувати Новак як свою нову зірку, а також почала залучати Клео Мур до фільмів B-класу.
Після виконання другорядної ролі у фільмі «Жіноча в’язниця» (1955), Мур підписала короткий контракт з кіностудією «Юніверсал Пікчерс» на роль повії-самогубиці в малобюджетному трилері « "Hold Back Tomorrow" ("Стримайся завтра") (1955), де знову грав Агар.
У 1956  Клео зіграла хижу кар'єристку у фільмі "Over-Exposed" з Річардом Кренною. Наступного року Мур знялася в останній раз у фільмі "Hit and Run" («Вдар та біжи») (1957). Після виходу фільму Мур пішла з акторської кар'єри.
У період Голлівуду 1950-х Мур була однією з кількох повногрудих блондинок, які досягли популярності після великого прориву Мерілін Монро; серед інших були Джейн Менсфілд, Меймі Ван Дорен, Даяна Дорс, Шері Норт, Аніта Екберг, Барбара Ленг, Барбара Ніколс, Джої Ленсінг, Керол Омарт, Пет Шихан і Грета Тіссен. У середині 1950-х "Columbia" розглядала роль Мур у біографічному фільмі про Джин Гарлоу, але проєкт не реалізувався.

## Післяголлівудський період
Мур досягла успіху як бізнес-леді в сфері нерухомості після того, як її екранна кар'єра закінчилася.

## Особисте життя
Після шеститижневого шлюбу з Палмером Лонгом Мур залишалася самотньою протягом 1940-х і 1950-х. У 1961 Мур одружилася з мультимільйонером-забудовником Гербертом Гефтлером  і прожила в маєтку в Колдуотер-Каньйоні в Беверлі-Хіллз решту 12 років свого життя.

## Смерть
Мур померла уві сні в 1973. Їй було 44  або 49   років.

## Часткова фільмографія
| - Embraceable You (1948) - Sylvia (uncredited) - Congo Bill (1948, Serial) - Lureen / Ruth Culver - Dynamite Pass (1950) - Lulu - Bright Leaf (1950) - Louise - Cousn (uncredited) - 711 Ocean Drive (1950) - Mal's Date (uncredited) - The Great Jewel Robber (1950) - Vivacious Blonde at Airport (uncredited) - Rio Grande Patrol (1950) - Peppie - Hunt the Man Down (1950) - Pat Sheldon - Gambling House (1950) - Sally - On Dangerous Ground (1951) - Myrna Bowers | - The Pace That Thrills (1952) - Ruby - Strange Fascination (1952) - Margo - One Girl's Confession (1953) - Mary Adams - Thy Neighbor's Wife (1953) - Lita Vojnar - Bait (1954) - Peggy - The Other Woman (1954) - Sherry Steward - Women's Prison (1955) - Mae - Hold Back Tomorrow (1955) - Dora - Over-Exposed (1956) - Lila Crane - Hit and Run (1957) - Julie Hilmer (final film role) |